# Konstsim vid världsmästerskapen i simsport 2024 – Tekniskt lagprogram
Det tekniska lagprogrammet i konstsim vid världsmästerskapen i simsport 2024 avgjordes mellan den 5 och 6 februari 2024 i Aspire Dome i Doha i Qatar.
Kina tog guld, Spanien tog silver och Japan tog brons.

## Resultat
Kvalet startade den 5 februari klockan 09:30. Finalen startade den 6 februari klockan 14:00.
Grön bakgrund betyder att konstsimmarna gick vidare till finalen
| Placering | Nation     | Simmare | Kval     | Kval      | Final            | Final            |
| Placering | Nation     | Simmare | Poäng    | Placering | Poäng            | Placering        |
| --------- | ---------- | --- | -------- | --------- | ---------------- | ---------------- |
| 1         | Kina       | Chang Hao Feng Yu Wang Ciyue Wang Liuyi Wang Qianyi Xiang Binxuan Xiao Yanning Zhang Yayi                                                                               | 304,1272 | 1         | 299,8712         | 1                |
| 2         | Spanien    | Marina García Lilou Lluis Meritxell Mas Alisa Ozhogina Paula Ramírez Sara Saldaña Iris Tió Blanca Toledano                                                              | 278,0675 | 3         | 275,8925         | 2                |
| 3         | Japan      | Moe Higa Moeka Kijima Uta Kobayashi Tomoka Sato Ayano Shimada Ami Wada Mashiro Yasunaga Megumu Yoshida                                                                  | 282,4379 | 2         | 275,8787         | 3                |
| 4         | USA        | Anita Alvarez Jaime Czarkowski Megumi Field Keana Hunter Calista Liu Jacklyn Luu Daniella Ramirez Ruby Remati                                                           | 273,2900 | 4         | 266,9333         | 4                |
| 5         | Italien    | Linda Cerruti Marta Iacoacci Sofia Mastroianni Enrica Piccoli Lucrezia Ruggiero Isotta Sportelli Giulia Vernice Francesca Zunino                                        | 242,4208 | 6         | 260,8183         | 5                |
| 6         | Kanada     | Sydney Carroll Scarlett Finn Audrey Lamothe Raphaelle Plante Kenzie Priddell Claire Scheffel Jacqueline Simoneau Florence Tremblay                                      | 259,4950 | 5         | 253,3550         | 6                |
| 7         | Israel     | Eden Blecher Shelly Bobritsky Maya Dorf Catherine Kunin Aya Mazor Nikol Nahshonov Ariel Nassee Neta Rubichek                                                            | 226,3484 | 8         | 237,6533         | 7                |
| 8         | Australien | Carolyn Rayna Buckle Georgia Courage-Gardiner Raphaëlle Gauthier Kiera Gazzard Margo Joseph-Kuo Anastasia Kusmawan Zoe Poulis Milena Waldmann                           | 220,6945 | 9         | 224,0447         | 8                |
| 9         | Kazakstan  | Eteri Kakutia Aigerim Kurmangaliyeva Karina Magrupova Xeniya Makarova Arina Myasnikova Anna Pavletsova Zhaklin Yakimova Zhaniya Zhiyengazy                              | 212,8557 | 10        | 223,2108         | 9                |
| 10        | Ukraina    | Maryna Aleksijiva Vladyslava Aleksijiva Marta Fjedina Oleksandra Horetska Veronika Hrysjko Darja Mosjynska Anastasija Sjmonina Valerija Tysjtjenko                      | 234,8733 | 7         | 206,7175         | 10               |
| 11        | Slovakien  | Veronika Ásványiová Michaela Bernáthová Chiara Diky Lea Anna Krajčovičová Hana Markušová Viktória Reichová Žofia Strapeková Lisa Zemanová                               | 201,9179 | 11        | 201,5421         | 11               |
| 12        | Thailand   | Jinnipha Adisaisiributr Patrawee Chayawararak Nannapat Duangprasert Chantaras Jarupraditlert Pongpimporn Pongsuwan Chalisa Sinsawat Supitchaya Songpan Voranan Toomchay | 189,9891 | 12        | 187,8733         | 12               |
| 13        | Egypten    | Farida Abdelbary Mariam Ahmed Nadine Barsoum Hanna Hiekal Salma Marei Sondos Mohamed Nihal Saafan Malak Toson                                                           | 189,2367 | 13        | Gick inte vidare | Gick inte vidare |
| 14        | Grekland   | Maria Alzigkouzi Thaleia Dampali Zoi Karangelou Maria Karapanagiotou Danai Kariori Ifigeneia Krommydaki Sofia Malkogeorgou Sofia Rigakou                                | 185,5846 | 14        | Gick inte vidare | Gick inte vidare |
| 15        | Brasilien  | Vitória Casale Luzia Galvez Luiza Lopes Sara Marinho Ana Beatriz Nunes Jaddy Milla Portela Passos Celina Rangel Anna Veloso                                             | 183,5283 | 15        | Gick inte vidare | Gick inte vidare |
| 16        | Costa Rica | María Alfaro Alexa Alpízar María Paz Castro Nadia Gomes Andrea Maroto Anna Mitinian Jimena Solano Raquel Zúñiga                                                         | 147,7479 | 16        | Gick inte vidare | Gick inte vidare |
| 17        | Sydafrika  | Holly De Bruyn Ella Huang Phindy Makhaye Tayla-Jade van Huyssteen Casey Williams Sarah Williams                                                                         | 118,8650 | 17        | Gick inte vidare | Gick inte vidare |